# Geografija Švice
Geografija Švice zajema geografske značilnosti Švice, gorske in celinske države, ki leži v zahodni in srednji Evropi. Švicarsko naravno krajino zaznamujejo številna jezera in gore. Obkroža jo 5 držav: Avstrija in Lihtenštajn na vzhodu, Francija na zahodu, Italija na jugu in Nemčija na severu. Švica ima največjo dolžino sever-jug 220 kilometrov in vzhod-zahod približno 350 kilometrov.
Švica je dobro znana po Alpah na jugu in jugovzhodu. Severno od Alp leži Mittelland (tudi Švicarska planota) vzdolž osi vzhod – zahod države. Večina prebivalstva Švice živi na gričih in planotah tega območja. Manjše gore Jure so na severozahodni strani Mittellanda. Velik del severne meje z Nemčijo sledi Renu, ki izstopi iz Švice blizu Schaffhausena. Vzhodna meja z Nemčijo in delom Avstrije poteka preko Bodenskega jezera (nemško Bodensee). Del jugozahodne meje s Francijo poteka preko Ženevskega jezera.
Švica je razdeljena na 26 suverenih kantonov. Kantoni vzdolž Mittellanda so najbolj naseljeni, industrijski in versko protestantski. Kantoni v Alpah so manj poseljeni, katoliški in imajo agrarno ali turistično gospodarstvo.
Švica je razdeljena tudi po jeziku. Obstajajo štirje nacionalni jeziki: nemščina (govori ga 63,7 % prebivalstva), francoščina (20,4 % prebivalstva), italijanščina (6,5 %) in retoromanščina (0,5 %). Od vzhodnega Berna (razen Ticina) prebivalstvo praviloma govori nemško. Zahodno od Berna prebivalstvo praviloma govori francosko. V južnem kantonu Ticino večina ljudi govori italijansko. Retoromanščina, skupina narečij, ki izvirajo iz ljudske latinščine, se govori v več regijah kantona Graubünden.

## Opis
Švica se razprostira med vzporednikoma 45° 49' 05 in 47° 48' 30 in poldnevnikoma 5° 57' 23 in 10° 29' 31. Oblikuje nepravilen štirikotnik, katerega največja dolžina od vzhoda proti zahodu je 350 kilometrov, največja širina od severa proti jugu pa skoraj 220 kilometrov. Švica je država brez izhoda na morje, najbližja obala je v Genovskem zalivu, 160 km južno od Chiassa. Njene politične meje se pogosto ne ujemajo z naravnimi mejami. Celoten kanton Ticino je južno od Alp, prav tako doline Simplon (Valais), Mesocco, Bregaglia, Poschiavo in Müstair (vsi v Graubündnu); cel kanton Schaffhausen in del Basla sta severno od Rena, medtem ko velik del Graubündna leži vzhodno od porečja Rena, Porrentruy pa je daleč na zahodnem pobočju Jure. Če te izjemne primere pustimo ob strani, lahko opišemo fizično geografijo Švice z naslednjim:
- Na jugu teče glavna veriga Alp, ki se ji (na Mont Dolentu blizu Martignyja) pridružujejo spodnji pasovi, ki se dvigajo južno od Ženevskega jezera in ki se delno nadaljujejo do Piz Lada na vzhodu.
- Severno od te glavne verige je še en velik greben gora (v celoti švicarskih), ki je le nekoliko skromnejši po obsegu in višini, ki se začne s hribi, znanimi kot pogorje Jorat nad Lozano, doseže maksimum na velikih zasneženih vrhovih Bernskih Alp in skupina Tödi, pred težnji proti severu blizu Chura in po ponovnem dvigu v masivu Säntis potonejo na južni obali Bodenskega jezera.
- Švicarski del glavne verige Alp in veliki severni izpust potekajo vzporedno med seboj od Martignyja do blizu Chura, medtem ko se za kratek odsek dejansko združijo v bližini Pizzo Rotondo (zahodno od prelaza St. Gotthard) in se znova ločijo na prelazu Oberalp (vzhodno od St Gottharda). Med tema dvema velikima zasneženima verigama tečeta dve najmogočnejši evropski reki Rona proti zahodu in Ren proti vzhodu, njuna povirja pa ločuje le zapletena gorska gmota med Pizzo Rotondo in prelaz Oberalp, ki reki Reuss pošlje proti severu in Ticino proti jugu.
- Severno od velikega severnega odcepa se dviga pogorje Švicarska Jura, ogromen dvig Alp (s katerim je povezano pogorje Jorat), medtem ko se med severnim odcepom in Juro razprostira tako imenovana planota ali Mittelland, ki je skoraj v celoti sestavljena iz valovite doline reke Aare (pod Thunom) s številnimi pritoki. K tej dolini reke je treba dodati dolino reke Thur (neposreden pritok Rena), ki leži med porečjem Aare in porečjem Rena (Bodensko jezero).

Če pustimo ob strani doline rek Ticino in Inn, lahko Švico tako opišemo kot sestavljeno iz treh velikih rečnih dolin (Rona, Ren in Aare) z manjšo reko Thur, ki ležijo severno od glavne verige Alp. in vključuje območje med Alpami in Juro. Če zadeve preučimo natančneje, lahko opazimo, da je dolina Rone in Rena od doline Aare (in Thurja) zaprta s strani velikega severnega grebena Alp, ki ga sestavljajo Bernske Alpe in Glarnske Alpe. Dve široki in valoviti dolini (Aare in Thur) in dva globoko zarezana jarka (Rona in Ren) tako ležita na severnem pobočju Alp, severno oziroma južno od velikega severnega obrobja Alp. Glavna veriga Alp se dviga na švicarskem ozemlju do višine 4634 metrov na najvišjem vrhu Dufourspitze (v celoti švicarski) Monte rose, čeprav je Dom (4545 metrov) v pogorju Mischabel, najvišja gorska masa, ki je v celoti znotraj Švice. Veliki severni oddvojek doseže višino 4274 metrov na Finsteraarhornu, medtem ko je najnižja točka (193 metrov) znotraj Konfederacije na jezeru Maggiore (na poti proti Ticinu). Najvišje stalno naseljena vas v Švici je Juf (2126 metrov) na čelu doline reke Avers (pritok Rena), najnižja pa Ascona (196 metrov) na jezeru Maggiore.

## Geologija
Različni geološki pojavi so oblikovali dejansko pokrajino Švice. Alpidska orogeneza je imela najbolj vidne učinke na krajino: ta izraz zajema celotna geološka gibanja, ki prispevajo k nastanku Alp.
Kristalinska baza je nastala na začetku paleozojske dobe, pred 540 in 360 milijoni leti. Kasneje, med 205 in 96 milijoni let, se je med Evrazijo in Afriko oblikoval ocean Tetida. Ocean je največjo širino dosegel ob koncu jurskega obdobja, pred 135 milijoni let. Ob trku evrazijske in afriške plošče je postopoma izginil. To trčenje plošč (še vedno v teku) se je začelo pred 100 milijoni let. Alpe so nastale zaradi tega geološkega gibanja, obe plošči sta ustvarili nagubana območja. Centralna planota je v glavnem sestavljena iz molase, sedimentne kamnine iz zaporedja konglomerata, peščenjaka in skrilavih glinavcev, ki se je dvignila po alpidski orogenezi.
Švica leži na razmeroma tektonsko neaktivnem območju, čeprav je mesto Basel leta 1356 popolnoma uničil potres, največji zgodovinski potresni dogodek v srednji Evropi. Najbolj potresno aktivne regije so dolina reke Ren (regija Basel) in Valais.

## Geografske enote
Švica je razdeljena na tri glavne geografske regije: Švicarske Alpe, planota Mittelland in Švicarska Jura, ki ustrezajo različnim geološkim razmeram. Poleg tega dve majhni regiji nista del teh treh. Prva, severno od Rena na območju Basla, leži onkraj Jure. Druga, na jugu na območju Mendrisio, se nahaja v Padski nižini. Toda ti dve ozemlji nista obsežni v primerjavi s celotno površino države.
Švicarske Alpe zasedajo južni del Švice. Nastale so zaradi podrivanja afriške plošče, kar je povzročilo tudi nastanek Jure na severovzhodu in planote med obema masivoma. Glede na površino predstavljajo Alpe približno 60 % države, planota 30 %, Jura pa 10 %.
Razgiban teren Jure in Alp je zelo redko poseljen, razen nekaterih velikih dolin, kot je Valais. Večina prebivalstva živi na planoti, kjer so glavna mesta države, kot so Ženeva, Zürich in Bern.

### Mittelland
Mittelland - planota se razteza od Ženevskega jezera na francoski meji čez osrednjo Švico do Bodenskega jezera na nemški in avstrijski meji. Na severu in severozahodu je planota geografsko in geološko ostro razmejena s pogorjem Jure. Na jugu ni jasne meje z Alpami. Običajno se kot merilo razmejitve upošteva dvig terena na nadmorske višine nad 1500 metrov, ki je ponekod zelo nenaden. Planota ima povprečno nadmorsko višino 580 metrov. Čeprav planota tvori kotlino, to nikakor ni ravno ozemlje in je pokrito s hribi, jezeri in rekami. Večina velikih švicarskih jezer se nahaja na planoti; Ženevsko jezero (581,3 kvadratnega kilometra) in Bodensko jezero (541,1 kvadratnega kilometra), ki si ju Švica deli z drugimi državami. Na planoti se nahaja največje jezero v Švici, Neuchâtelsko jezero (218,3 kvadratnega kilometra).
Mittelland prečkajo tri velike rečne doline (Rona, Ren in Aare) in manjša dolina reke Thur. Medtem ko povirje teh štirih rek leži v Alpah, vse presekajo planoto med Alpami in Juro. Blizu Schaffhausna Ren prehaja skozi Renske slapove, najmogočnejši evropski slap. Renski slapovi so široki 150 metrov in 25 metrov.
Mittelland zavzema približno tretjino kopenskega območja Švice in na tem območju živi približno dve tretjini prebivalstva. Gostota prebivalstva na planoti je v povprečju približno 450 ljudi na km². V regijah okoli Ženevskega jezera, Züriškega jezera in drugih mest gostota prebivalstva presega 1000 ljudi na km². Poleg večine prebivalstva je na planoti tudi večina industrije, proizvodnje in kmetovanja v Švici. Kmetije so praviloma majhne in zelo organizirane. Večina kmetij vključuje majhne travnike, ki se izmenjujejo s polji z različnimi pridelki in majhnimi gozdnatimi površinami.

### Alpe
Švicarske Alpe so del verige gora, ki se raztezajo po južni Evropi in severno Evropo ločujejo od Sredozemskega morja. Nekaj pomembnih prelazov preko Alp je v Švici, nadzor prelazov pa je bil pomemben skozi zgodovino Švice. Alpe imajo povprečno nadmorsko višino 1700 metrov in pokrivajo skoraj dve tretjini celotne površine države. V Alpah je 48 gora, višjih od 4000 metrov.
Alpe so razvodje zahodne Evrope. Ren skupaj s pritoki Aare in Thur odteče približno dve tretjini vode v Severno morje. Rona in Ticino odvajata približno 18 % vode v Sredozemsko morje. Inn, ki se izliva v Donavo zunaj Švice, odteče približno 4,4 % vode v Črno morje. V švicarskih Alpah je tudi veliko ledenikov. Obstaja približno 1800 ledenikov, ki pokrivajo 1200 kvadratnih kilometrov celotnega ledeniškega območja Alp.
Alpe so priljubljena turistična destinacija in so eden najbolj prepoznavnih simbolov Švice. Najvišja točka v Švici, Monte Rosa (4634 metrov) v kantonu Valais, je v Alpah, kot najvišja gora v celoti v Švici je Dom (4545 metrov). V Alpah se nahaja tudi eden najbolj prepoznavnih simbolov Švice, Matterhorn, ki je s 4478 metri sedmi najvišji vrh v švicarskih Alpah in je najbolj fotografirana gora v Švici. Najvišja gora v severnem oddvojku ali Bernske Alpe je Finsteraarhorn (4274 metrov).
Švica obsega pomemben del južne strani Alp. Večino tega predstavlja kanton Ticino, ki skoraj doseže ravnice Padske nižine in vključuje najnižjo točko Švice na jezeru Maggiore (193 metrov). Tudi kanton Graubünden se delno nahaja na južni strani Alp s štirimi dolinami Misox, Bregaglia, Poschiavo in Müstair. Končno kanton Valais obsega zgornjo dolino Diveria, ki se nahaja južno od prelaza Simplon.

### Jura
Jura je apnenčasto gorsko območje, ki teče od Ženevskega jezera do reke Ren. To območje predstavlja približno 12 % površine Švice. S povprečno 700 m nadmorske višine je za to regijo značilno apnenčasto visokogorje z globokimi dolinami rek.
Apnenčasta kamnina v Juri je kamnina iz jurskega obdobja s številnimi fosili in sledovi dinozavrov. Ime jurski se dejansko nanaša na območje Jure, kjer so te fosile preučevali konec 18. stoletja. Jura velja za eno najpomembnejših krajev za odtise dinozavrov na svetu. Na enem območju v bližini vasi Courtedoux je bilo med letoma 2002 in 2011 odkritih več kot 13.000 odtisov.
Območje se nenehno dograjuje in zmanjšuje v širino z gradnjo gora, prilagajajoč kompresiji iz alpidske orogeneze, ko se glavna fronta premika približno proti severu. Deformacija postaja manj razširjena v primerjavi z mlajšo, bolj aktivno alpidsko gorsko zgradbo.
Strukturno je Jura sestavljena iz zaporedja geoloških gub, katerih oblikovanje je bilo olajšano z evaporitno drsno plastjo bazalnega preloma. Škatlaste gube so še razmeroma mlade, kar je razvidno iz splošne oblike pokrajine, ki kaže, da niso obstajale dovolj dolgo, da bi lahko doživele erozijo in tako razkrile nedavno gradnjo gora. Geološke gube obsegajo tri glavne pasove (litološke enote) zgradb, ki izvirajo iz treh geoloških obdobij: lias (zgodnja jura), dogger (srednja jura) in malm (pozna jura). Vsako obdobje gubanja razkriva učinke prej plitvih morskih okolij, kar dokazujejo postelje s karbonatnimi sekvencami, ki vsebujejo obilne bioklaste in oolitske enote med plastmi (tako imenovana obzorja).
Švicarska Jura se dviga na švicarskem ozemlju do višine 1679 metrov z Mont Tendre. Drugi visoki vrhovi so La Dôle (1677 metrov), Chasseron (1607 metrov) in Chasseral (1607 metrov), ki so v zahodnem delu območja, v kantonih Vaud, Neuchâtel in Bern.

## Hidrologija
Švica, ki jo pogosto imenujejo vodni stolp Evrope, ima 6 % vseh zalog sladke vode na celini, medtem ko predstavlja le 0,4 % celotne površine. Država si s sosedi deli pet porečij in nekaj največjih jezer v zahodni Evropi. Izvira več glavnih evropskih rek, ki se na koncu izlivajo v Severno morje (Ren), Sredozemsko morje (Rona), Črno morje (Inn preko Donave) in Jadransko morje (Ticino, reka Pad) in Rom preko Adiže).
Večina velikih švicarskih rek, ki so v svojem izvoru zgolj gorski hudourniki, se običajno razliva po bregovih. Veliko je bilo storjenega, da bi to preprečili tako, da so jih uredili in si povrnili obdelovalne površine: Ren (med Bad Ragazom in Bodenskim jezerom), Rono, Aare, Reuss in zlasti velika dela na Linthu (izvedena leta 1807–1810 Hans Conrad Escher, ki si je prislužil vzdevek 'Von der Linth') in Zihl blizu Neuchâtelskega jezera in jezera Biel, medtem ko je bila preusmeritev Kanderja od stičišča z Aare do kanala, po katerem se izliva v jezero Thun že leta 1714.
Švica ima precejšnje zaloge podtalnice in na večini območij je veliko velikih in majhnih jezer. Dve najobsežnejši, Ženevsko in Bodensko, se medsebojno uravnotežata na jugozahodnem in severovzhodnem vogalu dežele. Toda nobeno od teh ni povsem švicarsko, naslednje po velikosti, Neuchâtelsko, jezero Maggiore (samo delno švicarski), sledita pa povsem švicarski Vierwaldstadtsko jezero in Züriško jezero. Nato pridejo Lugansko jezero, jezero Thun, jezero Biel, jezero Zug, jezero Brienz, jezero Walenstadt in jezero Murten. Le teh trinajst je veliko več kot 20 km2. Deset jih je v porečju Rena (tudi v porečju Aare), dva (Maggiore in Lugano) v porečju Pada in eno (Ženevsko) v porečju Rone. V švicarskem delu porečja Inn ni velikih jezer, najobsežnejše je Sils. Manjših alpskih jezer, kot je Oeschinensee, je nešteto in so pogosto priljubljena turistična destinacija. Od 20. stoletja je bilo v Alpah in drugod zgrajeno veliko število jezov, kar je povzročilo številna umetna jezera. Največji sta Sihlsee in jezero Gruyère v velikosti približno 10 km². Opazen je tudi Lac des Dix, ki ga je zajezil Grande Dixence, najvišji gravitacijski jez na svetu.
Jezera in rezervoarji vsebujejo skupaj 50 % vode, ledeniki 28 %, podtalnica 20 % in reke 2 %.

## Podnebje
Geografija Švice zajema široko paleto podnebja, od subtropskega do trajnega snežnega podnebja. Vendar pa so nižine del zmernega pasu in običajno ne doživljajo ekstremnih temperatur ali ekstremnih vremenskih razmer. V Köppenovi klasifikaciji podnebja je planota in večina nižjih nadmorskih višin na prehodu med oceanskim podnebjem (Cfb) in celinskim podnebjem (Dfb). Posledično so vsi štirje letni časi (pomlad, poletje, jesen in zima) dobro označeni in imajo različne vremenske razmere. Hkrati vpliv bližnjih morij (zlasti Atlantskega oceana) ponavadi preprečuje ekstremne temperature poleti in pozimi s spremenljivim, pogosto oblačnim vremenom. Alpe in v manjši meri Jura pomembno vplivajo na švicarsko podnebje. Nanjo vplivajo tako na vodoravni ravni, tako da jo razdelijo na ločena območja, kot na navpični ravni, tako da jo razdelijo na različne plasti. Posledično v Švici najdemo še štiri druge Köppenove podnebne tipe: vlažno subtropsko podnebje (Cfa), subarktično podnebje (Dfc), tundrsko podnebje (ET) in podnebje ledene kapice (EF).
Na nižjih nadmorskih višinah je vreme praviloma zmerno. Na planoti se na splošno pojavlja zmrzal med decembrom in začetkom marca s povprečno temperaturo 9 °C za nadmorske višine med 400–600 metri. Na planoti povprečna količina padavin znaša 1000 milimetrov z razponom približno 800–1300 milimetrov. Ticino na južni strani Alp je običajno za 2–4 °C toplejše in bolj mokro od planote, pri čemer so pogosto različne vremenske razmere, ki so še posebej opazne pri prečkanju Gottharda ali drugih večjih predorov skozi Alpe.
Vodoravno so območja z nizko nadmorsko višino z izrazitim podnebjem v bistvu planota (severno od Alp), južna Švica (južno od Alp) in notranje doline (niti v resnici severno od juga Alp, ampak tudi znotraj njih). K temu lahko dodamo severne regije Ajoie, Basel in Schaffhausen (daleč onstran Jure), ki so primerljive s planoto. V teh regijah najnižje povprečne temperature najdemo na planoti (Bern: 8,8 °C) ali severno od Jure (Fahy: 8,9 °C). Po drugi strani pa najvišje povprečne temperature najdemo južno od Alp (Locarno: 12,4 °C, Lugano: 12,4 °C). Na ravni padavin močno vplivajo tudi Alpe, največ padavin pa je južno od Alp (Locarno: 1897 milimetrov, Lugano: 1559 milimetrov). Bližina alpskega vznožja na splošno povečuje padavine (Interlaken 1196 milimetrov), Luzern 1173 milimetrov), medtem ko kraji bolj oddaljeni od Alp doživljajo manj padavin (Basel 842 milimetrov). Najbolj suhe regije države pa so globoko v Alpah (notranje doline), zlasti v Valaisu (Sion 603 milimetrov), pa tudi v Graubünden (Chur 849 milimetrov). Ravni padavin niso vedno negativno povezane s sončnimi urami. Medtem ko je Locarno ena najbolj mokrih lokacij z nizko nadmorsko višino v državi, je tudi tista z največ sončnimi urami (2171). Za primerjavo, bolj suhe lokacije na planoti imajo precej manj sončnih ur (Luzern 1570, Zürich 1544). Ker so regije v Alpah zaščitene z gorami, imajo seveda tudi več sončnih ur kot severna stran Alp (Sion 2093, Chur 1692).
Najširši razpon podnebja v Švici se razprostira navpično. Ker se nadmorska višina giblje od 193 do 4634 metrov, je naravno mogoče najti številne ekosisteme, od oljk, vinske trte, hrastov in bukev, borov in jelk do visokogorskih pašnikov, rododendronov in večnega snega. Na splošno padavine naraščajo z višino, medtem ko se temperatura z njimi zmanjšuje. Tik nad planoto in predgorjem je na približno 800 metrih planinsko območje, ki še vedno zajema številna naseljena območja Alp in Jure. V gorskem območju, ki zajema veliko raznolikost ekosistemov, iglavci in snežne padavine postopoma nadomeščajo listavce in dež. Približno 2000 metrov je drevesna meja, ki označuje začetek alpskega pasu. Slednje pomeni konec tudi naseljenih regij, z nekaj izjemami, kot je vas Juf. Končna plast leži nad 3000 metri. To je snežno območje (podnebje ledene kape). Zadeva le visoke Alpe, zlasti Bernske in Peninske Alpe. Najhladnejša meteorološka postaja je na Jungfraujochu in gleda na enega največjih evropskih ledenikov. V vznožju Jure in Alp je več padavin kot v ravninah, povprečno je 1200–1600 milimetrov, medtem ko imajo visoke Alpe več kot 3000 milimetrov.

## Upravne enote in velike regije
Kot zvezna država je Švica sestavljena iz 26 kantonov, ki so nadalje razdeljeni na okrožja in občine. Vsak kanton je bil v celoti suverena država s svojimi mejami, vojsko in valuto od Vestfalske pogodbe (1648) do ustanovitve švicarske zvezne države leta 1848. Med posameznimi kantoni obstajajo velike razlike, zlasti v smislu prebivalstva in geografskega območja; zato je bilo opredeljenih sedem večjih in bolj homogenih regij. Vendar niso upravne enote in se večinoma uporabljajo za statistične in ekonomske namene.
|  |

| Regije              | Kantoni          | Regije          | Kantoni                |
| ------------------- | ---------------- | --------------- | ---------------------- |
| Severozahodna Švica | Aargau           | Centralna Švica | Luzern                 |
| Severozahodna Švica | Basel-Landschaft | Centralna Švica | Nidwalden              |
| Severozahodna Švica | Basel-Stadt      | Centralna Švica | Obwalden               |
| Espace Mittelland   | Bern             | Centralna Švica | Schwyz                 |
| Espace Mittelland   | Fribourg         | Centralna Švica | Uri                    |
| Espace Mittelland   | Jura             | Centralna Švica | Zug                    |
| Espace Mittelland   | Neuchâtel        | Vzhodna Švica   | Appenzell Ausserrhoden |
| Espace Mittelland   | Solothurn        | Vzhodna Švica   | Appenzell Innerrhoden  |
| Ženevsko jezero     | Ženeva           | Vzhodna Švica   | Glarus                 |
| Ženevsko jezero     | Valais           | Vzhodna Švica   | Graubünden             |
| Ženevsko jezero     | Vaud             | Vzhodna Švica   | Schaffhausen           |
| kanton Zürich       | Zürich           | Vzhodna Švica   | St. Gallen             |
| Kanton Ticino       | Ticino           | Vzhodna Švica   | Thurgau                |

## Raba tal
Švicarsko ozemlje je razdeljeno na štiri glavne vrste rabe zemljišč. Od leta 2001 je bilo 36,9 %  zemljišč v Švici namenjenih kmetovanju. 30,8 % države je pokrito z gozdovi in gozdovi, dodatnih 6,8 % pa je pokrito s stavbami ali prometnicami. Približno četrtina (25,5 %) države je bodisi gorata, jezerska ali so reke in je kategorizirana kot neproduktivna.

### Pozidana zemljišča
Habitat je v glavnem razvit na planoti Mittelland in severnih pobočjih Alp, blizu jezer in ob večjih rekah. Zavzema 14,6 % planote, Jure (7,4 %), južnih (4,3 %) in severnih Alp (4 %) ter nazadnje zahodnih srednjih Alp (2,9 %) in vzhodnih Alp (1,6 %).
Območja habitatov in infrastruktura rastejo okoli urbanih območij, pa tudi na podeželju, na račun kmetijskih zemljišč. Ta rast (imenovana suburbanizacija) je še posebej izrazita na glavnih prometnih poteh, kot so avtoceste in železnice. Nove ceste povzročajo znatno povečanje gradbene dejavnosti v prizadetih regijah. Mnogi ljudje, ki delajo v mestu, raje živijo na podeželju, da bi izkoristili cenejšo zemljo in kakovostnejše življenje. To se kaže tudi v gradbeni statistiki: enodružinske hiše nastajajo predvsem na podeželju, večdružinske hiše v mestih. Strukture gospodinjstev se prav tako razvijajo in so navadno manjše. V dvanajstih letih se je površina, namenjena za stanovanja, povečala za 25 %, medtem ko je bilo povečanje prebivalstva le 9 %.

### Kmetijska zemljišča
Čeprav upada, kmetijstvo predstavlja najpomembnejšo rabo tal v Švici. Na planoti prevladujejo kmetijska zemljišča, ki zavzemajo nekaj več kot polovico površine. Podobno je v Juri (44 %), na severnih pobočjih Alp (38,2 %) in v vzhodnih srednjih Alpah (31,4 %). V gorskih regijah zahodnih srednjih Alp (Valais) in na jugu so kmetijska območja (večinoma pašniki) sorazmerno nižja.
Leta 1993 je bilo ocenjeno, da je bilo 250 kvadratnih kilometrov (ali približno 0,6 %) celotne države namakanih, kar pomeni, da večina švicarskih kmetij dobi dovolj padavin za rast.
Zaščita gozdnih površin je privedla do številnih navzkrižij interesov okoli kmetijskih zemljišč, zlasti na planoti in v bližini urbanih območij, kjer razvoj habitata in infrastruktura ponavadi zmanjšujejo količino obdelovalnih površin. Nasprotno pa se število kmetij v gorah navadno zmanjšuje, veliko površin ostane v korist gozdov na škodo krajinske raznolikosti. Ta upad je še posebej zaznamovan v Valaisu in Ticinu.

### Gozdovi
Gozdovi pokrivajo manj kot tretjino ozemlja, vendar se površina iz leta v leto povečuje. Ponovno pogozdovanje je v bistvu naravno, predvsem v Alpah, kjer gozdna območja ponovno zavzemajo tiste površine, ki so jih kmetje opustili. Pogozdovanje prispeva 13 % k pogozdovanju in se izvaja za nadomestilo po odstranitvi ali za zaščito pred naravnimi nevarnostmi v gorskih območjih (plazovi). Gozdovi so bolj prevladujoči v Juri in v južnih Alpah, saj v teh regijah zasedajo 47,7 % oziroma 47,2 % tal. Na severnih pobočjih Alp zaseda alpski gozd 33,2 %, na planoti pa 24,6 %. V osrednjih Alpah gozdna območja zavzemajo manj tal s približno 22-odstotno pokritostjo.
V Švici rastejo mešani gozdovi javor-jesen rodovitne in globoke zemlje, ki se zbirajo na dnu pobočij. Na območjih z več padavinami nadomeščajo vlažne hrastovo-gabrove gozdove. Ta vrsta gozda je bila imenovana »ena najproduktivnejših v Švici«, rast dreves pa je bila opisana kot »agresivna«. Tretjina časa traja, da drevesa dosežejo enako višino kot v bukovem gozdu in v 100 letih lahko drevesa v gozdovih javor-jesen dosežejo višino 35 m, čeprav kakovost lesa ne bo tako visoka. V bogati podrasti teh gozdov prevladuje allium ursinum (čemaž), pogost po vsej zahodni Evropi.

### Neproduktivna območja
Neproduktivna območja ustrezajo vsem območjem, zasedenim s kamenjem, balvani, ledom, snežnimi polji in neproduktivno vegetacijo onkraj gozdne meje. Jezera, reke in mokrišča so tudi neproduktivna območja. Te površine zasedajo 25,5 % švicarskih tal in zelo rahlo upadajo (−0,1 % v desetih letih). Prevladujejo v osrednjih Alpah (polovica tal), nasprotno pa pokrivajo le 10 % površine planote in 1 % Švicarske Jure. Neobdelana gorska območja izkorišča turizem in proizvodnja hidroelektrarn. Podnebne razmere močno vplivajo na pokrajino teh območij: pronicanje vode, plazovi, hudourniki v nevihtah. Človek poseže na 0,2 % te površine, da bi ustvaril infrastrukturo za zaščito pred poplavami ali snežnimi plazovi. Del teh površin zasedajo komunikacijski kanali z mnogimi umetniimi deli.
Na ravnicah se jezera in potoki v bližini habitatov uporabljajo za rekreacijo in sprostitev. Upravljajo se habitati, vlažni ali suhi ter naravni rezervati in ta območja prispevajo k ohranjanju biotske raznovrstnosti.

## Prebivalstvo
Prebivalstvo Švice je močno urbanizirano. Leta 2009 je 74 % od 7.785.800 prebivalcev živelo v urbanih območjih. Porazdelitev prebivalstva je odvisna od topografije države, planota je najbolj naseljeno območje in vključuje večja mesta v Švici. Z gostoto naseljenosti 450 prebivalcev na km2 je ena najgosteje poseljenih regij v Evropi. Med kantoni, ki ležijo na planoti, in tistimi v Alpah obstajajo velike razlike v gostoti prebivalstva. Tako so gostote prebivalstva kantonov Luzern, Solothurn in Zürich 261,0, 319,7 in 813,6 prebivalca na km2. Po drugi strani pa imata kantona Uri in Graubünden zelo nizko gostoto prebivalstva, oziroma 33,4 oziroma 27,0 prebivalca na km2. V južnih Alpah ima tudi kanton Ticino gostoto prebivalstva, manjšo od državnega povprečja, s 122,5 prebivalca na km2 (proti 194,7).

## Okolje
Ker so občutljiva alpska in ledeniška okolja pomemben del države in predstavljajo pomembno industrijo, se Švica ukvarja z okoljskimi vprašanji. Nekatera glavna vprašanja so navedena v nadaljevanju.

### Zrak
Glavna okoljska vprašanja o zraku v Švici so onesnaženost z emisijami vozil in zgorevanjem na prostem ter kisli dež. Leta 2004 je bila povprečna količina emisij ogljikovega dioksida (CO2) na prebivalca 6 ton, leta 2005 pa 6,2 tone. S temi številkami je Švica 31 do 33-ta med 45 državami, ki so jih Kazalniki razvojnih ciljev tisočletja Združenih narodov uvrstili med razvite države in 69 na vsem svetu. Leta 2009 je Švica objavila, da pričakuje, da bo do leta 2010 zmanjšala skupne emisije toplogrednih plinov za 8 % do 10 % v primerjavi z emisijami leta 1990.
Prebivalstvo (od leta 2005) porabi 3,76 tone ekvivalenta nafte na osebo na leto, od tega 43,7 % iz nafte in 19 % iz jedrske energije.

### Vode
Glavno vprašanje vode v Švici je onesnaževanje zaradi povečane uporabe kmetijskih gnojil ter onesnaževanje z ogljikovodiki iz prometa in industrije. Medtem ko so bile narejene izboljšave, še vedno obstajajo težave z evtrofikacijo (povečanje dušika in fosfatov) v številnih jezerih na planoti.
Skupni obnovljivi vodni viri Švice od leta 2005 znašajo 53,3 km3, od tega je skupni odvzem sladke vode 2,5 km3 na leto. To se razgradi na odvzem sladke vode na prebivalca v višini 348 m3 na leto. Od te vode (od leta 2002) se 24 % uporablja v gospodinjstvih, 74 % v industriji in le 2 % za kmetijstvo.

### Biodiverziteta
Švica se sooča z izgubo biotske raznovrstnosti. Čeprav je država precej majhna, širok razpon podnebja omogoča razcvet številnih organizmov. V Švici živi približno 50.000 živalskih in rastlinskih vrst. Medtem ko večini vrst, ki živijo na severnem in južnem vznožju Alp, na splošno dobro uspeva, se na planoti število vrst zmanjšuje. Pritisk rasti mest in kmetijstva zmanjšuje ali odpravlja življenjski prostor številnih vrst, ki so nekoč cvetele vzdolž planote. V Švici živi približno 60 vrst, ki veljajo za ogrožene. Da bi to izravnali, je 28,6 % države določeno kot zavarovano naravno območje. Leta 2001 je Zvezni urad za okolje FOEN sprožil državni program za sistematično spremljanje biotske raznovrstnosti (Biodiversity Monitoring Switzerland).

## Območje in meje
Meje Švice so bile vzpostavljene s prvotno ustanovitvijo Helvetske republike leta 1798, pristopom Valaisa in Grisonsa ter vključitvijo različnih preostalih fevdalnih ozemelj, kot so grofija Neuchâtel, baselska knezoškofija, opatija St. Gallen itd. Kantoni so večinoma imeli sedanje meje od leta 1815 (ob pristopu Valaisa, Neuchâtela in Ženeve), razen pomembne spremembe odcepitve Jure od Berna leta 1979. Skupna dolžina meje je 1899 km, ki zajema površino 41.290 km2 (zemljišče: 39.770 km2, voda: 1520 km2).
| Meja            | km    | kantoni                                                                    | Najnižja točka              | Najvišja točka                  |
| --------------- | ----- | -------------------------------------------------------------------------- | --------------------------- | ------------------------------- |
| Z italijo       | 734,2 | Valais kanton Ticino Graubünden                                            | jezero Maggiore (193 m)     | mejni vrh (4618 m)              |
| S Francijo      | 571,8 | Basel-Stadt Basel-Landschaft Solothurn Jura Neuchâtel Vaud Ženeva Valais   | Ren pri Baslu (246 m)       | Aiguille d'Argentière (3901 m)  |
| Z Nemčijo       | 345,7 | Basel-Stadt Basel-Landschaft Aargau Zürich Schaffhausen Thurgau St. Gallen | Ren pri Baslu (246 m)       | Randen blizu Beggingena (900 m) |
| Z Avstrijo      | 165,1 | St. Gallen Graubünden                                                      | Bodensko jezero (395 m)     | Fluchthorn (3398 m)             |
| Z Lihtenštajnom | 41,1  | St. Gallen Graubünden                                                      | Ren blizu Sennwalda (430 m) | Grauspitz (2599 m)              |
| Skupaj          | 1852  | zgoraj omenjeno                                                            | Jezero Maggiore (193 m)     | mejni vrh (4618 m)              |

Meja Švice ima šest točk, od katerih sta dve na rekah, ena nedefinirana lokacija v Bodenskem jezeru, druge tri pa v visokogorju.
Ekstremne višine:

najnižja točka:Jezero Maggiore: 193 m

navišja točka:Monte Rosa: 4634 m

najgloblja točka:v jezeru Maggiore: −79 m

## Svetovna naravna dediščina
- Monte San Giorgio
- Tektonski nariv Sardona – Glarusov nariv
- Jezero Oeschinen
- Ledenik Oberaletsch
- Ledenik Aletsch
- Konkordiaplatz
- Jungfraujoch
- Ledenik Unteraar

## Literastura
- Martine Rebetez, La Suisse se réchauffe. Effet de serre et changement climatique, fourth edition, collection « Le savoir suisse », Presses polytechniques et universitaires romandes, 2011 (ISBN 9782880749224).